# جورج هنري بينيت
جورج هنري بينيت (بالإنجليزية: George Henry Bennett)‏ هو سياسي أسترالي، ولد في 1850 في المملكة المتحدة، وتوفي في 8 سبتمبر 1908 في أستراليا.